# František Prchlík
František Prchlík, křtěný František Karel (27. ledna 1909 Jindřichův Hradec – 7. září 1965 Praha), byl český výtvarný umělec, grafik, pedagog a malíř.

## Život
František Prchlík se narodil v Jindřichově Hradci v rodině strojníka Karla Prchlíka jeho ženy Marie rodem Petrů z Dírné, dcery tamějšího zedníka. Zprvu absolvoval základní školu a reálné gymnázium, obé v Jindřichově Hradci. V dalším studiu pokračoval na Akademii výtvarných umění v Praze, kde v letech 1928-1929 studoval v tzv. přípravce u prof. Josefa Loukoty, následně v letech 1929-1930 ve II. ročníku Všeobecné školy u profesora Nechleby a v letech 1930-1931 ve III. ročníku Všeobecné školy u téhož profesora.
Od roku 1933 pracoval jako samostatný výtvarník a od roku 1939 pak působil jako učitel kreslení na učňovské škole v Jindřichově Hradci. Ve druhé polovině listopadu roku 1941 se František Prchlík oženil s Růženou Kamilou Kamenickou.
Po druhé světové válce opakovaně vytvořil výpravu a pozvánky pro spolek Jablonský[ve zdroji nenalezeno] a Jindřichohradeckou operu a byl rovněž členem Svazu československých výtvarných umělců. V posledních letech svého života působil jako jevištní výtvarník a výtvarník kostýmů Městských divadel pražských, kde spolupracoval na Evženu Oněginovi, Pikové dámě, Kátě Kabanové a mnoha dalších představeních. Zemřel počátkem měsíce září, roku 1965 v Praze.[zdroj?]
František Prchlík ve své tvorbě zobrazoval rodné město z různých pohledů, jeho malebná zákoutí a veduty. Jako grafik spolupracoval s Československým státním filmem, např. ve filmu Florenc 13,30. V letech 1946–1947 rovněž ilustroval články v Literárních novinách, zabýval se tvorbou přebalů knih předních světových spisovatelů a vytvořil řadu ex libris.[zdroj?]

## Výstavy

### Autorské
- 1961 František Prchlík: Z pražských divadel, Komorní divadlo, Praha

### Kolektivní
- 1954 Členská výstava srpen 1954, Mánes, Praha